# Неманья Радоньїч
Неманья Радоньїч (серб. Nemanja Radonjić / Немања Радоњић, нар. 15 лютого 1996, Ниш) — сербський футболіст, півзахисник італійського «Торіно» та національної збірної Сербії.

## Клубна кар'єра
Народився 15 лютого 1996 року в місті Ниш. Розпочав займатись у школах команд «Железничар» та «Медіяна» з рідного міста, після чого потрапив в академію головного клубу міста — «Раднички» (Ниш). Як один з найбільш перспективних дітей в академії, Радоніч переїхав до «Партизана», де провів кілька, але пізніше назвав себе фанатом головного ворога клубу — «Црвени Звезди». Після цього він провів кілька місяців з футбольної академією Георге Хаджі в Румунії, що була академією клубу вищого дивізіону «Віїторул» (Констанца). 2014 року підписав п'ятирічний контракт з італійською «Ромою», відправившись відразу в оренду в «Емполі», але до першої команди не пробився.
На початку 2016 року Радоньїч повернувся до Сербії і приєднався на правах оренди до клубу «Чукарички». Він забив гол у своєму дебютному матчі в сербській Суперлізі. У наступному матчі, проти «Ягодини», він забив гол з 30-метрової відстані. До кінця сезону голів більше не забивав, зігравши загалом 10 матчів і допоміг команді зайняти 3-тє місце та кваліфікуватись до Ліги Європи, де у наступному сезоні і дебютував. Загалом же за півтора року зіграв за клуб 31 матч (4 голами) у всіх змаганнях.
21 липня 2017 року Радоньїч став гравцем «Црвени Звезди». Він підписав п'ятирічну угоду зі своїм новим клубом, будучи в клубі в оренді до літа 2019 року, коли його контракт з римлянами офіційно закінчиться. У першому ж сезоні Неманья з командою виграв чемпіонат Сербії та був включений у символічну збірну турніру. За сезон 2017/18 відіграв за белградську команду 28 матчів в національному чемпіонаті.
30 серпня 2018 перейшов до французького «Марселя» за 12 мільйонів євро. Лише більш ніж за рік, 24 листопада 2019 у грі проти «Тулузи», та після 26 матчів чемпіонату без жодної результативної дії (голу чи пасу), Радоньїч забив свій перший гол за марсельський клуб.
Першу половину 2021 року провів в оренді в берлінській «Герті», а влітку того ж року на аналогічних умовах став гравцем португальської «Бенфіки».
На сезон 2022/23 знову був відданий в оренду, цього разу до італійського «Торіно».

## Виступи за збірні
2012 року дебютував у складі юнацької збірної Сербії, взяв участь у 16 іграх на юнацькому рівні, відзначившись 9 забитими голами.
Протягом 2016–2018 років залучався до складу молодіжної збірної Сербії і був учасником молодіжного чемпіонату Європи 2017 року, де зіграв два матчі, але збірна не вийшла з групи. На молодіжному чемпіонаті Європи 2019 року був у стартовому складі б усіх трьох матчах, але результативними діями не відзначився, а сербська збірна зазнала трьох поразок і залишила турнір. Всього на молодіжному рівні зіграв у 11 офіційних матчах.
14 листопада 2017 року дебютував в офіційних іграх у складі національної збірної Сербії в товариському матчі проти збірної Південної Кореї, замінивши у другому таймі Андрію Живковича, а вже наступного року поїхав з командою на чемпіонат світу 2018 року у Росії.

## Статистика виступів

### Статистика клубних виступів
Станом на 1 жовтня 2022
| Сезон                 | Команда               | Чемпіонат             | Чемпіонат | Чемпіонат | Національний кубок | Національний кубок | Національний кубок | Континентальні кубки | Континентальні кубки | Континентальні кубки | Інші змагання | Інші змагання | Інші змагання | Усього | Усього | Усього |
| Сезон                 | Команда               | Ліга                  | Ігор      | Голів     | Ліга               | Ігор               | Голів              | Ліга                 | Ігор                 | Голів                | Ліга          | Ігор          | Голів         | Ігор   | Голів  |        |
| --------------------- | --------------------- | --------------------- | --------- | --------- | ------------------ | ------------------ | ------------------ | -------------------- | -------------------- | -------------------- | ------------- | ------------- | ------------- | ------ | ------ | ------ |
| січ.-черв. 2016       | «Чукарички»           | СЛ                    | 10        | 2         | -                  | -                  | -                  | -                    | -                    | -                    | -             | -             | -             | 10     | 2      |        |
| 2016–17               | «Чукарички»           | СЛ                    | 17        | 2         | КС                 | 3                  | 0                  | ЛЄ                   | 1                    | 0                    | -             | -             | -             | 21     | 2      |        |
| Усього за «Чукарички» | Усього за «Чукарички» | Усього за «Чукарички» | 27        | 4         | -                  | 3                  | 0                  | -                    | 1                    | 0                    | -             | -             | -             | 31     | 4      |        |
| 2017–18               | «Црвена Звезда»       | СЛ                    | 28        | 5         | КС                 | 1                  | 0                  | -                    | -                    | -                    | -             | -             | -             | 29     | 5      |        |
| 2018–19               | «Марсель»             | Л1                    | 17        | 0         | КФ+КЛ              | 1+0                | 0                  | ЛЄ                   | 4                    | 0                    | -             | -             | -             | 22     | 0      |        |
| 2019–20               | «Марсель»             | Л1                    | 21        | 5         | КФ+КЛ              | 3+1                | 1+0                | -                    | -                    | -                    | -             | -             | -             | 25     | 6      |        |
| 2020-січ. 2021        | «Марсель»             | Л1                    | 12        | 2         | КФ                 | 1                  | 0                  | ЛЧ                   | 2                    | 0                    | -             | -             | -             | 15     | 2      |        |
| січ.-черв. 2021       | «Герта»               | БЛ                    | 12        | 1         | КН                 | 0                  | 0                  | -                    | -                    | -                    | -             | -             | -             | 12     | 1      |        |
| 2021-серп. 2021       | «Марсель»             | Л1                    | 1         | 0         | КФ                 | -                  | -                  | ЛЄ+ЛК                | -                    | -                    | -             | -             | -             | 1      | 0      |        |
| Усього за «Марсель»   | Усього за «Марсель»   | Усього за «Марсель»   | 51        | 7         |                    | 6                  | 1                  |                      | 6                    | 0                    |               | -             | -             | 63     | 8      |        |
| серп. 2021–22         | «Бенфіка»             | ПЛ                    | 6         | 0         | ПЛУ+КЛ             | 2+2                | 0+1                | ЛЧ                   | 1                    | 0                    | -             | -             | -             | 11     | 1      |        |
| 2022–23               | «Торіно»              | A                     | 8         | 1         | КІ                 | 1                  | 1                  | -                    | -                    | -                    | -             | -             | -             | 9      | 2      |        |
| Усього за кар'єру     | Усього за кар'єру     | Усього за кар'єру     | 132       | 18        |                    | 15                 | 3                  |                      | 8                    | 0                    |               | -             | -             | 155    | 21     |        |

### Статистика виступів за збірну
Станом на 1 жовтня 2022